# 衣硬蓝蛤
硬衣抱蛤（学名：Corbula tunicata），是海螂目抱蛤科抱蛤屬的一种。主要分布于中国大陆，常栖息在潮间带至潮下带20-60米。又稱衣硬蓝蛤。